# Yannick Chandioux
Pour les articles homonymes, voir Chandioux.
Yannick Chandioux, né le 1er septembre 1975 à Saint-Vallier en Saône-et-Loire, est un footballeur français évoluant au milieu de terrain, reconverti entraîneur. Il est actuellement à la tête de Montpellier, en Division 1.

## Biographie

### Carrière de joueur
Yannick Chandioux possède 19 sélections en équipe de France des moins de 15 ans au moins de 17 ans. Yannick possède également une sélection en équipe de France Universitaire.
Il fait partie de la fameuse épopée du FC Montceau Bourgogne, alors en CFA, qui atteint les demi-finales de la Coupe de France en 2007. Le club réussit l'exploit d'éliminer deux équipes de Ligue 1, les Girondins de Bordeaux et le Racing Club de Lens, avant de tomber en demi face au FC Sochaux, après prolongation.
Au total, Yannick Chandioux dispute 15 matchs en Ligue 1 et 80 matchs en Ligue 2.

### Carrière d'entraîneur
Après quatorze années passées sur le banc du FC Montceau Bourgogne, de 2003 à 2017, Yannick Chandioux est nommé en juin 2017 entraîneur de l'équipe féminine du Dijon FCO. Le 14 Mai 2021, il est nommé Entraîneur de l’équipe féminine du Montpellier HSC en D1 Arkema .
En décembre 2021, après un an de formation au CNF Clairefontaine, il est diplômé du certificat d'entraîneur de football féminin (CEFF), diplôme nouvellement créé et délivré par la FFF.

## Palmarès d'entraîneur
- Vainqueur du Groupe D de CFA2 en 2012 avec le FC Montceau Bourgogne.
- Champion du Groupe B de Division 2 féminine en 2018 avec le DFCO.
- 3 accessions avec le FC Montceau Bourgogne en 2004, 2006 et 2012.
- 1/2 Finaliste de la Coupe de France 2007 avec le FC Montceau Bourgogne (CFA)
- 1 accession avec le DFCO Section Féminine en 2018.

## Statistiques

### Entraîneur
| Saison    | Club          | Championnat | Championnat | Championnat | Championnat | Championnat | Coupe nationale | Coupe nationale | Coupe nationale | Coupe nationale | Total  | Total | Total | Total | % Victoires |
| Saison    | Club          | Division    | Matchs      | V           | N           | D           | Matchs          | V               | N               | D               | Matchs | V     | N     | D     | % Victoires |
| --------- | ------------- | ----------- | ----------- | ----------- | ----------- | ----------- | --------------- | --------------- | --------------- | --------------- | ------ | ----- | ----- | ----- | ----------- |
| 2017-2018 | Dijon FCO (F) | Division 2  | 22          | 18          | 2           | 2           | 2               | 1               | 0               | 1               | 24     | 19    | 2     | 3     | 79,17 %     |
| 2018-2019 | Dijon FCO (F) | Division 1  | 22          | 7           | 3           | 12          | 3               | 2               | 1               | 0               | 25     | 9     | 4     | 12    | 36,00 %     |
| 2019-2020 | Dijon FCO (F) | Division 1  | 16          | 3           | 5           | 8           | 3               | 2               | 0               | 1               | 19     | 5     | 5     | 9     | 26,32 %     |
| 2017-     | Total Dijon   | —           | 60          | 28          | 10          | 22          | 8               | 5               | 1               | 2               | 68     | 33    | 11    | 24    | 48,53 %     |